# لاك ماتاوين (كيبك)
لاك ماتاوين (بالإنجليزية: Lac-Matawin, Quebec)‏ هي منطقة سكنية تقع في كندا في Matawinie Regional County Municipality. يقدر عدد سكانها بـ 15 نسمة ومساحتها 793.80 كم2 .